# Musique kéralaise
La musique kéralaise est celle pratiquée au sein du Kerala, un des États du Sud de l’Inde. On y retrouve les formes typiques de la musique carnatique, la musique savante du Sud, mais aussi des formes spécifiques à cette région littorale exposée à l'océan Indien et à l'Arabie lointaine.
Il existe ainsi un riche patrimoine musical consacré aux célébrations religieuses hindoues, aux danses ou aux théâtres, qui se manifeste lors des nombreux festivals. La musique percussive y est particulièrement développée.
Il y existe aussi deux académies des arts de la scène : Kerala Kalamandalam et Kerala Folklore Akademi.

## Musique savante
La musique carnatique a trouvé au Kerala un bon terreau dont Svati Tirunal (1813-1846), le maharaja du Travancore, en est l'exemple par la qualité de ses compositions toujours jouées. Il existe en outre ici une riche école de mridangam, à Palakkad notamment, dont Palghat T. S. Mani Iyer fut l'illustre représentant. Thrissur est aussi une ville réputée pour ses musiciens de nâgasvaram ou de vînâ. Le répertoire de cette musique se retrouve aussi dans la musique jouée par l'ensemble rituel Periya Mêlam.

## Musiques rituelles
Il s'agit de la musique entièrement instrumentale kshetram vâdyam (littéralement "instrument de temple") n'accompagnant ni danse ni théâtre. Elle est essentiellement percussive et s'entend lors de processions rituelles ou dans les temples hindous (kottipâti sêva est le service musical) lors des festivals ; son exécution peut durer des heures, avec une rythmique pyramidale où le tempo s'accélère alors que le nombre de temps décroît. Elle n'est pas basée sur un râga. Il existe divers styles mais tous sont ordonnés sous l'autorité d'un (ou deux) maître-tambourinaire et interprétés par un orchestre imposant de percussionnistes masculins (jouant soit à tour de rôle soit à l'unisson, soit enfin en répons) basé sur le pancha vâdya (« cinq instruments »). La plupart des musiciens appartiennent à des castes spécifiques (Mârârs, Pothuvâls, etc.). On distingue la musique percussive (kutuka) et celle chantée (pattu) avec les ensembles et styles suivants :
- Chempata Mêlam, composé, avec 45 chenda, 15 kuzhal, 17 kombu et 30 ilatâlam ; les cycles ont entre 8 et 32 temps. C'est l'ensemble principal.
- Chenda Mêlam, avec chenda, ilathâlam, kombu et kulal, devant le temple.
- Kombu Pattu, composé et mélodique, avec 9 kombu ; les cycles sont : chempata (8 temps), atanta (14 temps), dhruvam (14 temps), champa (10 temps), anchatanta (16 temps) et triputa (7 temps).
- Kryângapancavâdyam, composé, avec timila et chenda, shankh, chennala et jâlra, pour les rituels quotidiens.
- Kuzhal Pattu, composé et improvisé, avec 2 kurumkuzhal, 1 chenda et 1 ilatâlam, puis 1 maddalam, 2 chenda et des ilatâlam. Il introduit le chempata mêlam.
- Maddalam Keli, improvisé, avec 9 maddalam et 2 ilatâlam. Il introduit le chempata mêlam.
- Panchari Mêlam, dans le temple, en cinq parties à 96, 48, 24, 12 et 6 temps respectivement. Il accompagne une procession d'une quinzaine d'éléphants.
- Panchavâdyam, composé, avec 9 timila, 5 maddalam, 12 ilatâlam, 8 kombu et 1 idakka ; les cycles rythmiques varient entre 1792, 896, 448, 224, 112 et 56 temps subdivisés en séquences de huit ou sept matras. C'est la forme la plus connue et la plus appréciée.
- Pandi Mêlam, hors du temple, en quatre parties à 56, 28, 14 et 7 temps respectivement.
- Thayambaka, dans et hors du temple, lors des processions, en trois parties avec pathikâlam, improvisé lentement en 8 temps (chempata tâl), kooru en 14 temps (adanta), 6 temps ( panchari) et 5 temps (champa), et enfin irikida, en 1 temps (ekatâlam),  et trois sous-chapitres : irunila, idavattam et irikida.

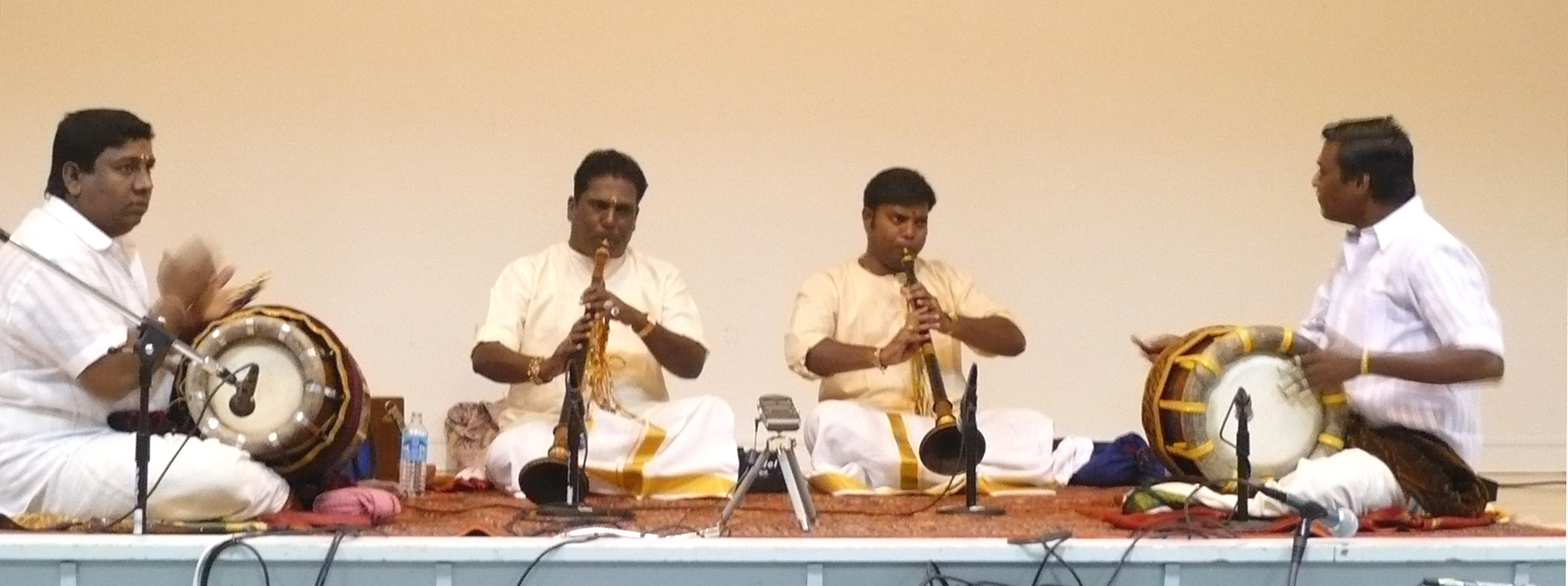
Periya Mêlam

À ces styles percussifs, il faut en ajouter d'autres, incorporant davantage la dimension mélodique : 
- Periya Mêlam (« grand ensemble » par opposition au chinna mêlam « petit ensemble » accompagnant la danse), joué dans et hors du temple (Tanjore band), composé de deux hautbois nâgasvaram, un hautbois ottu (ou un guide-chant shruti box)et deux tambours tavil en plus de cymbales kuzhittâlam ; la conque shankh s'y ajoute parfois. Le répertoire est varié et inclut l’ancienne musique de cour kaccêri ; la musique populaire rituelle nayyandi mêlam, dont le kâvadiccintu du culte de Murukan, et le magudi du culte des serpents.

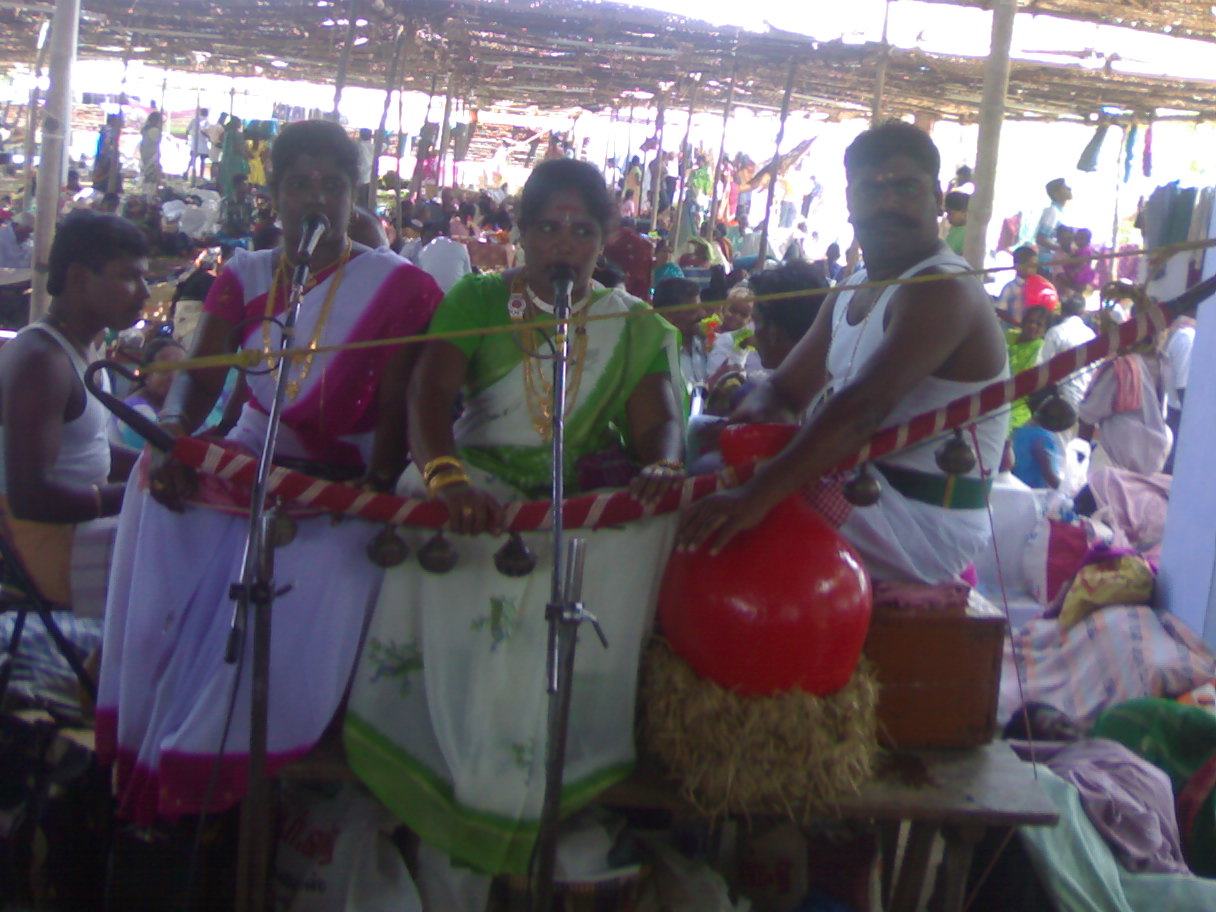
Villupattu

- Sopanam Sangîtam, composé et chanté, avec le tambour en sablier à tension variable eddayka et un gong chennala. C'est le seul genre chanté et basé sur des râgas qui sont d'ailleurs différents de ceux de la musique carnatique et qui partage avec ceux de la musique hindoustanie, une distribution selon les heures du jour.
- Viladichanpate ou villuppattu (« chant d'arc »), est un chant rituel populaire accompagné de l'arc musical villu ou villâdivâdyam, 2 jâlra, 2 katta, 1 ghata et 1 udukku.

On ne peut écarter les musiques rituelles pratiquées aussi ici par la communauté musulmane des Mappilas, avec un mélange de langue arabe et malayalam.
- Mappila Pattu, des chants dévotionnels divisés en Mailanchi pattu, Oppana pattu (pour les noces) et Ammayi pattu.
- Kuthu Ratheeb, un rituel religieux martial.

Enfin, on se doit de citer les musiques rituelles dédiées aux divinités serpents et dont les Pulluvars sont les spécialistes :
- Pulluvan Pattu, chant rituel d'exorcisme, lié aux cultes des naga, serpents, fantômes et esprits.
- Naveru Pattu (littéralement "chasser la (mauvaise) langue"), pour traiter des infortunes, du mauvais-œil et des influences néfastes.

## Théâtres et danses
Les formes théâtrales ou dansées sont intimement liées aux musiques et aux rituels :

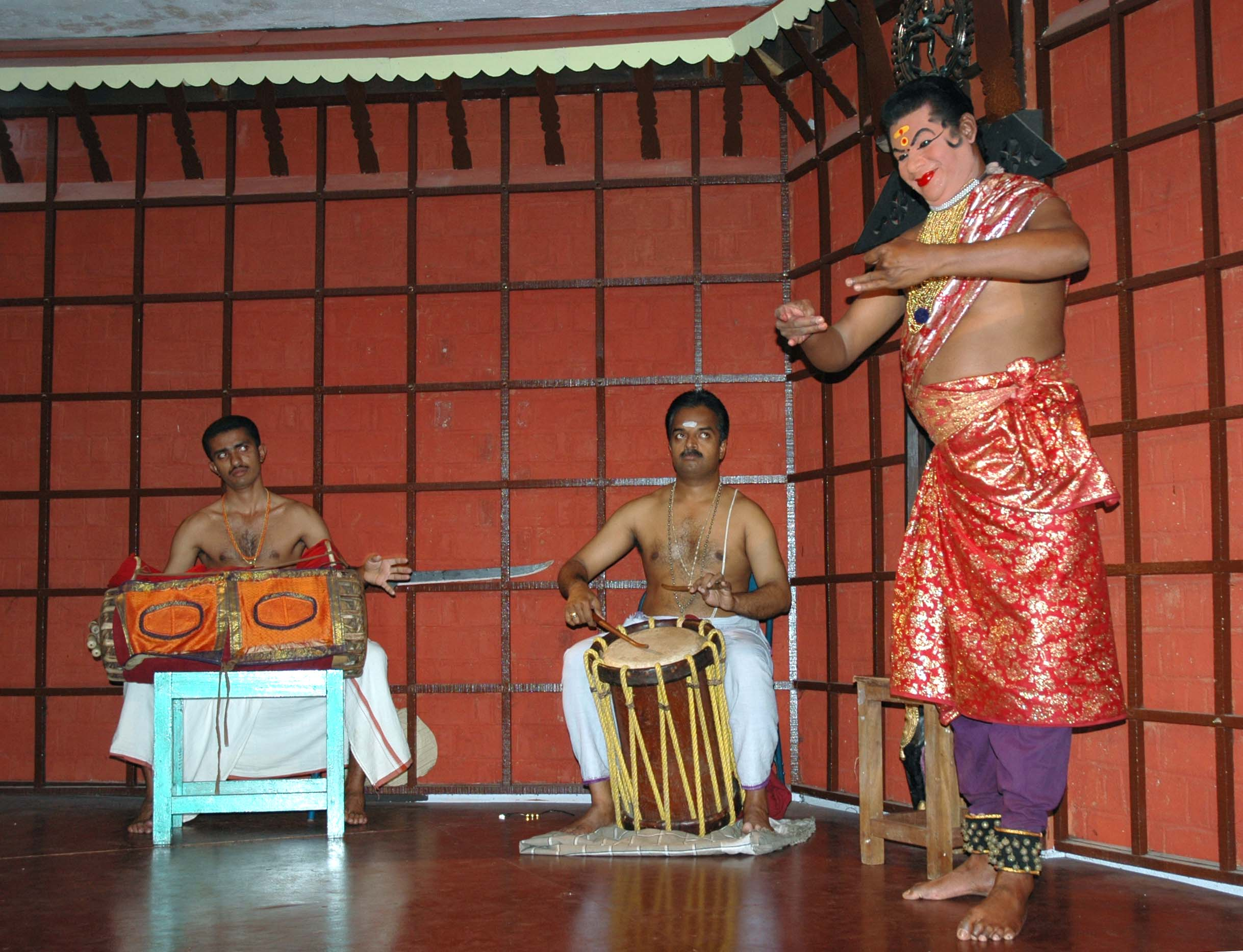
Kathakali

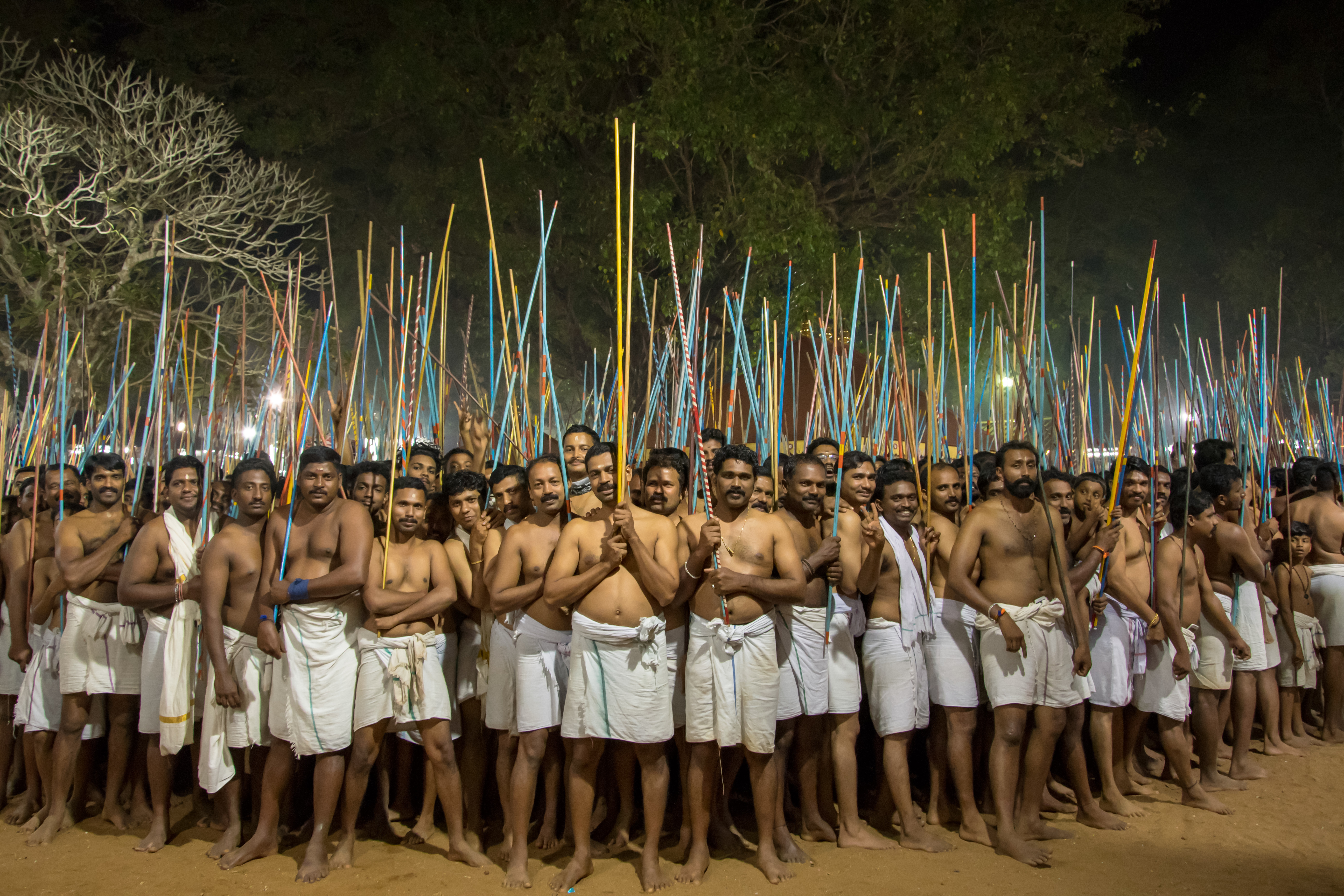
Danse kéralaise de Theyyam. Février 2018.

- Chakyar Koothu, narration avec mizhâvu et ilatâlam.
- Charadupinnikkali, danse
- Chavittu Nadakam ou Chavittunatakam, théâtre musical chrétien
- Duff Muttu, danse islamique
- Garudan Thookkam, danse et transe rituelle
- Kathakali, drame dansé avec chenda, maddalam, ilatâlam et chennala
- Kerala Natanam, danse récente inspirée du katakhali
- Kolam Thullal, danse rituelle
- Kolkali, danse martiale
- Koodiyattam, théâtre musical avec mizhâvu
- Krishnanattam, danse proche du katakhali centrée sur Krishna, avec chennala
- Kummattikali, danse masquée
- Kuthiyottam, danse rituelle pour les enfants
- Malayikuthu, danse rituelle
- Mangalamkali, danse rituelle chrétienne
- Marathukali, danse
- Mudiyettu, danse rituelle
- Mohiniattam, danse
- Nangiǎr Kūthu, drame musical avec mizhavu.
- Ottamthullal, théâtre dansé
- Poorakkali, danse rituelle
- Sarpam Thullal, danse consacrée aux serpents
- Thacholikali, danse rituelle
- Theyyam, danse rituelle
- Thiriyuzhichil, danse consacrée aux serpents
- Tôlpavakoothu, théâtre d'ombres avec ilatâlam
- Velakali, danse rituelle

## Musique folklorique
On peut aussi signaler l'existence de musiques ou chants dédiés à des activités :
- Ona Pattu, un chant de récolte

## Instruments de musique

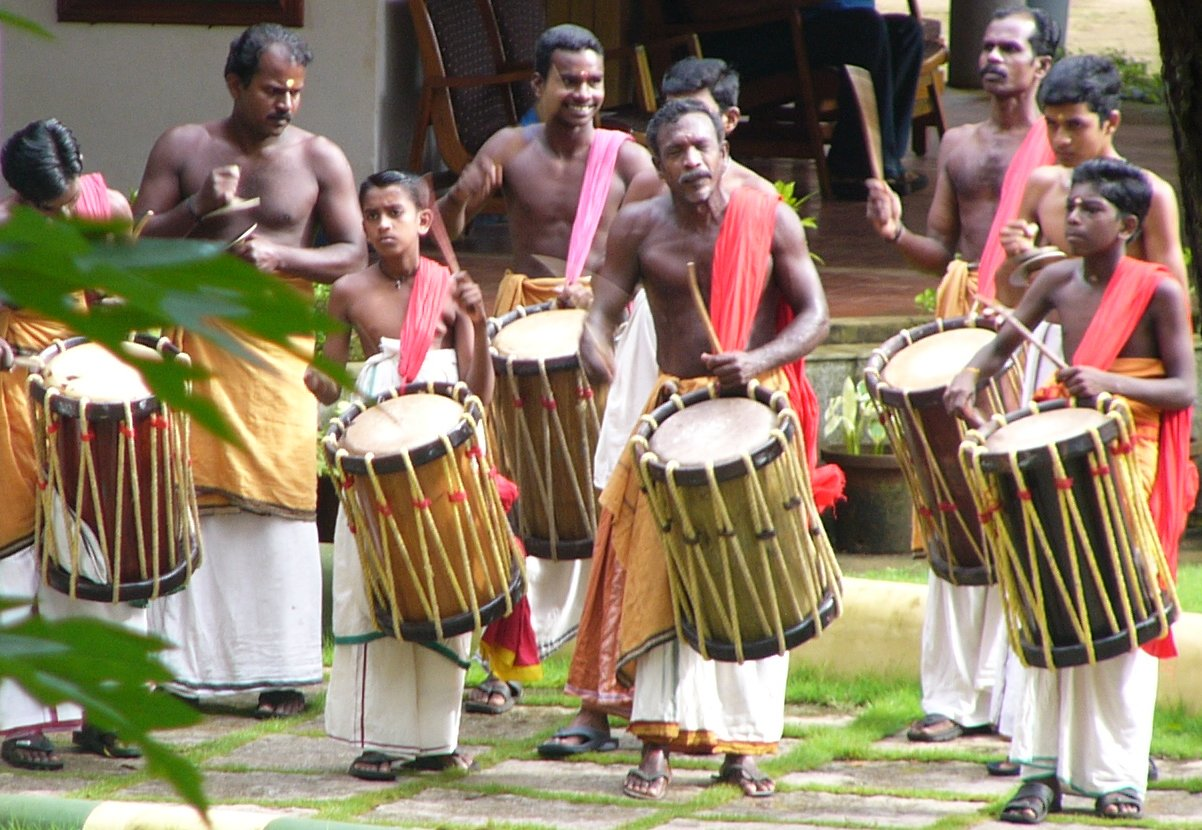
Chendas

Vents
- kombu
- kulal
- kuzhal ou kurumkuzhal
- nâgasvaram
- ottu
- shankh
- shruti box

Cordes
- vînâ
- violon
- tambûrâ
- villu ou onavillu et villukottu

Percussions
- brahmatâla
- chenda ou cenda
- chennala ou chengila
- ghatam ou ghata
- idakka ou edakkya
- ilatâlam ou ilathalam et elathalam
- jâlra ou kaimani
- kanjira
- katta
- kutam
- kuzhittâlam ou kulitâlam
- maddalam
- mizhâvu
- mridangam
- nattuva tâlam
- tâlam
- thavil ou takil
- timila ou thimila
- udukku ou hudukkâ
- villâdivâdyam

## Sources et liens externes
- (en) Rolf Killius, Ritual Music and Hindu Rituals of Kerala, New Delhi : BR Rhythms, 2006.  (ISBN 81-88827-07-X)
- Christine Guillebaud, Le chant des serpents. Musiciens itinérants du Kerala (+ 1 DVD-rom), CNRS Éditions, 2008.
- (fr) Perya malam et vînâ
- (en) Photos et vidéos
- (en) Vidéos